# سوريا في الألعاب الأولمبية الصيفية 2000
شاركت سوريا في الألعاب الأولمبية الصيفية 2000 في سيدني، أستراليا.

## مقالات ذات صلة
- الوطن العربي في الألعاب الأولمبية الصيفية 2000